# Antarktická konvergence

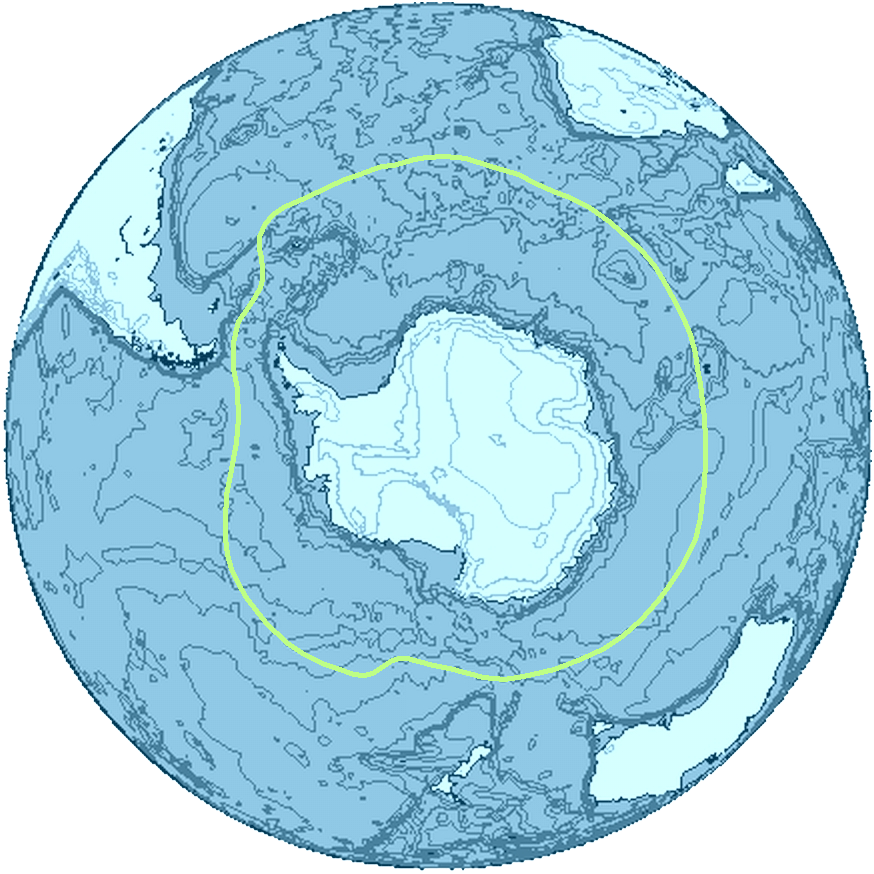
Zobrazení antarktické konvergence

Antarktická konvergence nebo antarktická oceánská konvergence (anglicky Antarctic Convergence) je cirkumpolární mořský pás obklopující Antarktidu. Vytváří se na severním okraji Západního příhonu, kde se jeho vody stýkají a mísí s relativně teplými vodami Atlantského, Indického i Tichého oceánu.

## Vymezení
Vymezení antarktické konvergence není přesné, například u Nového Zélandu se přibližuje k 60° a v jižním Atlantiku k 48° jižní zeměpisné šířky. Navíc se tato hranice mění sezónně v návaznosti na větry a mořské proudy. Vytyčuje pomyslnou severní hranici Jižního oceánu a bývá považována za hranici mírného klimatu na severu a subantarktického klimatu dále na jihu.

## Význam
Na styku vod Jižního oceánu s vodami severních oceánů dochází ke konvergenci, k vzájemnému míšení studených a relativně teplých vodstev. Od Antarktidy přitékající vody jsou studenější, slanější a hlavně velmi bohaté na prvotní organismy, plankton a kril. Veliká úživnost těchto vod je dosažena postupným promícháváním sladkých vod stékajících z tajících ledovců s vodami na dně Jižního oceánu a vynášením z hlubin chemických prvků nutných pro výživu planktonu a následně krilu. Promícháváním bouřlivých vod Jižního oceánu se voda také do velké hloubky obohacuje o důležitý vzdušný kyslík.
Antarktická konvergence tvoří předěl i pro mnoho živočichů, například asi 25 % druhů ryb žijících jižněji antarktické konvergence se v jiných mořích nevyskytuje a naopak tam zase nežijí korýši z řádu desetinožců, jako krabi, humři, krevety a langusty. Žijí tam živočichové se sofistikovanými mechanizmy pro přežití v mrazivém podnebí, s nízkou rychlostí metabolismu založenou na krátkém potravinovém řetězci.
Studené a slanější antarktické vody Jižního oceánu hnané Západním příhonem mají větší měrnou hmotnost a proto se v místě konvergence podsouvají pod teplejší a lehčí vody severnějších oceánů a vytvářejí tzv. studené mořské proudy. Ty proudí směrem k rovníku a přinášejí do jižnějších oblastí Atlantského, Indického a Tichého oceánu jednak živiny ve formě základních nerostných prvků i vzdušného kyslíku a dále přímo i plankton a kril. Vznikají tak pro ryby i ostatní živočichy vázané na vodu životodárné mořské proudy Benguelský, Peruánský (Humboldtův), Falklandský a Západoaustralský. Tyto proudy navíc ovlivňují i počasí pevninských oblastí, okolo nichž plynou. Např. Benguelský, pohybující se severním směrem okolo pobřeží západní Afriky, snižuje svým chladem vlhkost vzduchu a tím omezuje vznik dešťových srážek přicházejících z moře na přilehlou pevninu, napomáhá tak přetrvávání Namibské pouště. Obdobně působí i Peruánský na území Chile (poušť Atacama) na pobřeží Jižní Ameriky.
Při plavbě lodí i běžný cestující zaregistruje přiblížení se k hranicím konvergence, prudce se mění teplota vzduchu, vznikají oblasti neproniknutelných mlh a moře se stává bouřlivé vlivem trvalých větrů a míšením vodstev i rychlým proudem Západního náhonu.

## Poznámka
V oblasti severního pólu probíhá obdobný přírodní proces, který se nazývá arktická konvergence.